# グロリア・スタイネム
グロリア・スタイネム（Gloria Steinem, 1934年3月25日 - ）は、アメリカのラディカル・フェミニズム運動の活動家で著述家、女性の権利の擁護者。

## 来歴

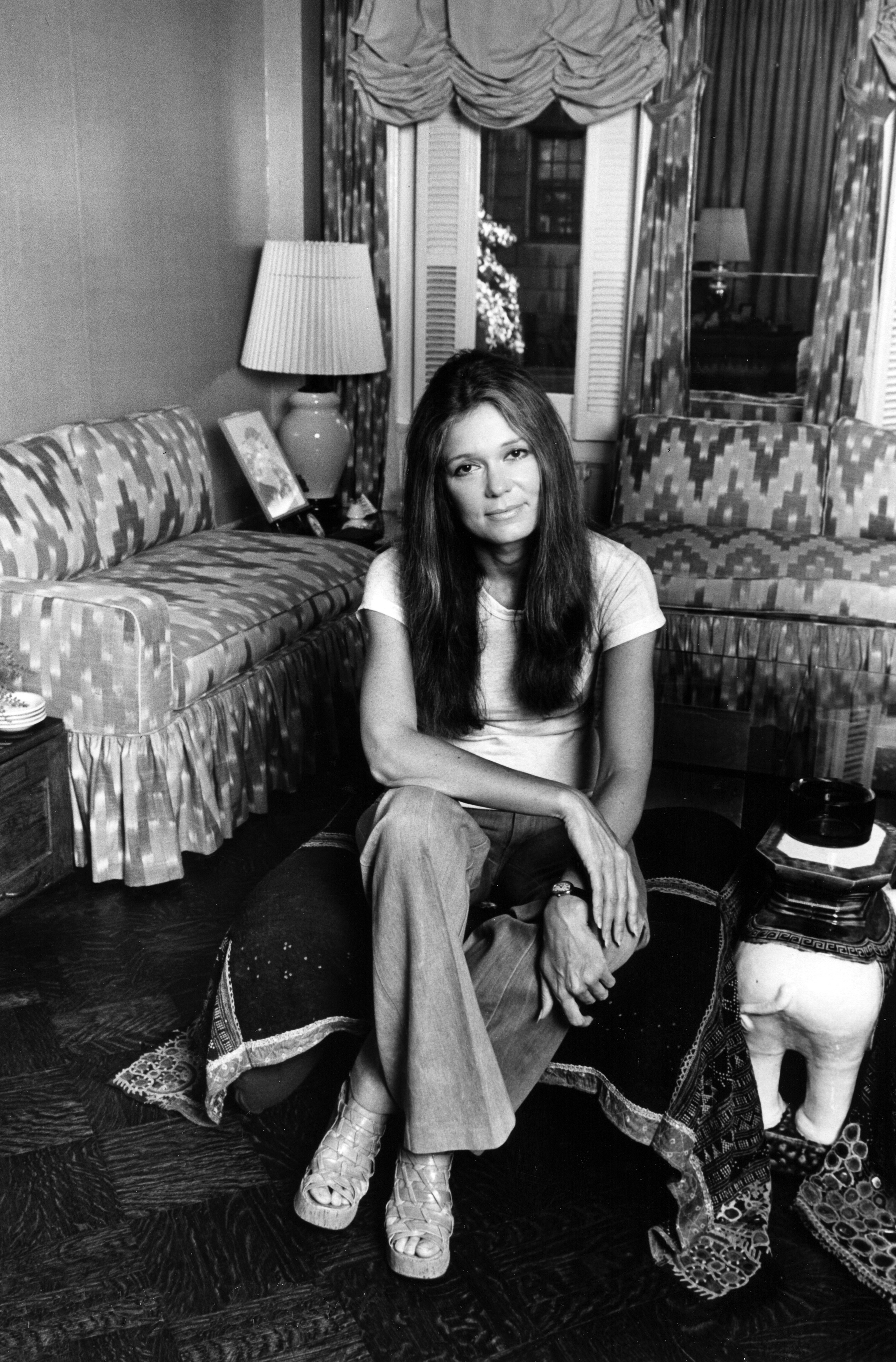
グロリア・スタイネム（1977年）

オハイオ州トレドの生まれ。父親は出張の多いセールスマンでユダヤ系。母親は長老派教会の信徒だった。1944年に両親が離婚すると、トレドの母親の元に留まった。母親は病気がちで、幼い頃から母親の看病に明け暮れた。
1952年、スミス大学に入学。政治学を学び、在学中から政治活動に積極的に参加し、1956年に大学を卒業。2年間インドに留学。
アメリカに帰国後、ジャーナリストになることを希望したが、編集者は男性のレポーターを希望で、採用には至らなかった。2年後、ようやく「ヘルプ！」誌の副編集長の仕事にありつけたが、その後も他誌の記事をフリーランスで書き続けた。1963年、フルタイムのフリーランス執筆者となる。
一連の著名なインタビュー記事を書いた後（そして、有名な『[プレイボーイクラブ潜入記』(A Bunny's Tale、1963。雑誌「Show」に２回に分けて掲載された記事、これをベースにしたTVドラマもある)も）、ジョージ・マクガヴァン候補の大統領選キャンペーンで政治的な職務を引き受け、これがのちに「ニューヨーク」誌の編集部での仕事につながっていく。
1971年、彼女は、全国女性政治リーダー会議（National Women’s Political Caucus）のメンバーで、女性行動連盟（Women’s Action Alliance）の創立者でもある。1972年には雑誌「ミズ」（Ms）を創刊し、その雑誌が1987年に終刊になるまで、記事をそこに執筆し続けた。1974年、女性労働者同盟をひとつにまとめ、1977年にはテキサス州ヒューストンでの連邦女性会議に参加した。1991年「ミズ」が再刊、再出発を遂げることになったとき、その編集顧問に就任。1993年には連邦女性「名誉の殿堂」入りを果たした。
2013年、大統領自由勲章を受章し、2021年、アストゥリアス皇太子賞を受賞。

## プレイボーイクラブ潜入記
ヒュー・ヘフナーが設立した高級クラブ「プレイボーイクラブ」のホステスが、プレイボーイ誌のマスコットキャラクターであるウサギをイメージしたコスプレ・バニーガールの扮装をしていたが、これが女性社会団体（フェミニスト）から「女性の性を男性の楽しみのための商品化をしている」と抗議が起こった。そこでグロリア自身が、同クラブのバニーガールの募集に応募し、自らがバニーガールになるとともにその活動や他のバニーガールに参加する女性へのインタビュー・舞台裏の潜入取材を敢行し、それを基にしたルポルタージュ"A Bunny's Tale" を1963年に公表した。この作品はアメリカはもとより、全世界で注目され、女性の性商売への警鐘だけでなく、ヘフナーとの論争も起こった。

## 主要な著作
- 『ほんとうの自分を求めて 自尊心と愛の革命』中央公論新社 1994年 ISBN 4120023125
- 『マリリン』（ジョージ・バリスとの共著）草思社 1987年 ISBN 4794202954
- 『プレイボーイ・クラブ潜入記 新・生きかた論』三笠書房 1985年 ISBN 4837954138

## 出演作品
- 『アニー・リーボヴィッツ レンズの向こうの人生』Annie Leibovitz: Life Through a Lens
- “And Just Like That” シーズン4 エピソード2